# Koblet
Koblet är ett schweiziskt släktnamn som finns mest i kantonen Zürich, främst kring Winterthur och Zürich.
Ursprungligen stavades namnet Kobolt och finns nedtecknat första gången redan 1453.
Mest känd är Hugo Koblet, vinnare av Tour de France 1951 och Giro d'Italia 1950 samt flera inhemska lopp i Schweiz.